# Takin čínský
Takin čínský (Budorcas taxicolor bedfordi), někdy také nazývaný zlatý podle barvy dlouhé husté srsti, je poddruhem takina (Budorcas taxicolor). Jde o turovitého sudokopytníka z podčeledi koz a ovcí. Jedná se o stádové zvíře obývající horské oblasti Himálaje, Indie a západní Číny (Ásám, Mišmí, S’-čchuan, Šen-si) v nadmořské výšce až 2000-4500 m.[zdroj⁠?!] Jako nový druh byl takin čínský objeven teprve v roce 1950.[zdroj⁠?!]

## Popis
Tito kopytníci dorůstají výšky 170 - 220 cm, samice jsou menší než samci. Váha dosahuje až 350 kg a věk dožití 12-16 let. Takini čínští se vyznačují především svou typickou dlouhou "zlatou" srstí a mohutnými zatočenými rohy až 64 cm dlouhými. Jeho končetiny jsou uzpůsobené svým tvarem a stavbou k pohybu v jeho běžném životním prostředí - jsou krátké a zavalité s širokými kopyty pro snadný pohyb v hustém podrostu.

## Chování
Takini nejsou příliš společenská zvířata a jejich ochočení je nepravděpodobné. Zdržují se v malých stádech o obvykle osmi jedincích, ovšem v době nedostatku potravy se stáda zvětšují až na počty o stovkách jedinců. Staří jedinci pak žijí převážně samotářským životem.

## Rozmnožování
Březost samic trvá 7-8 měsíců a rodí se zpravidla jedno nebo výjimečně dvě mláďata.

## Chov v zajetí
Jakožto národní dědictví Číny jsou takini čínští udržování téměř výhradně na jejím území. Proto je jen velice málo zoologických zahrad, které je chovají. Kromě dvou japonských zoologických zahrad vlastní takiny čínské pouze Zoo v Liberci. Tam se také podařil vůbec první odchov tohoto druhu mimo Asii. Chovný pár (samec Adam, samice Eva) byl získán ze Zoo v Pekingu roku 2002 - roku 2004 se narodilo první mládě. K 13. dubnu 2012 bylo už v Liberecké zoo odchováno 12 těchto vzácných zvířat a některá z nich pak transportováno do Zooparku Chomutov nebo do Berlínské zoo. Na Slovensku je chován v Zoo Bojnice a od roku 2023 i v Zoo Bratislava .
Od roku 2021 jsou takini chováni i v Zoo Plzeň, kde se v červnu 2024 podařil první odchov. Sameček dostal jméno Born.